# Максимово (Кропивинський округ)
Макси́мово (рос. Максимово) — присілок у складі Кропивинського округу Кемеровської області, Росія.

## Населення
Населення — 117 осіб (2010; 151 у 2002).
Національний склад (станом на 2002 рік):
- росіяни — 89 %